# Campionato Primavera 2016-2017 (calcio femminile)
L'edizione 2016-2017 è stata la diciottesima nella storia del Campionato Primavera Femminile.

## Formula
La Fase Nazionale si svolge con triangolari e/o quadrangolari a carattere di viciniorietà. Le squadre che disputano i triangolari e i quadrangolari si incontrano in gare di sola andata. Le squadre vincenti i rispettivi raggruppamenti accederanno alla fase successiva e così di seguito fino alle semifinali e finali. La gara di finale, valida per l’assegnazione del titolo ‘Campione Primavera Nazionale’ è disputata in gara unica in campo neutro. Per la gara di finale, in caso di parità di punteggio, per determinare la squadra vincente si darà luogo all’ esecuzione dei tiri di rigore con le modalità stabilite dalla regola 7 delle Regole del Giuoco. L’ordine di svolgimento delle gare viene stabilito da apposito sorteggio effettuato dal Dipartimento Calcio Femminile; per i turni successivi disputa la successiva gara in casa la squadra che, nel precedente turno ha disputato la prima gara in trasferta e viceversa. Nel caso che entrambe le squadre interessate abbiano, invece, disputato la prima gara del precedente turno in casa o in trasferta, l’ordine di svolgimento sarà stabilito per sorteggio effettuato dal Dipartimento.

## Limiti di età
Le Società partecipanti devono essere esclusivamente formate da calciatrici nate dal 1º gennaio 1998 in poi, e che, comunque abbiano compiuto il 14º anno di età, regolarmente tesserate per le rispettive Società nella stagione in corso. È consentito l’impiego di DUE atlete fuori quota, nate dal 01.01.1997. L’inosservanza delle predette disposizioni è punita con la sanzione della perdita della gara prevista dall’art. 17, comma 5 del Codice di Giustizia Sportiva. Le Società partecipanti con più squadre a Campionati diversi possono schierare in campo, nelle gare di Campionato di categoria
inferiore, le calciatrici indipendentemente dal numero delle gare eventualmente disputate dagli stessi nella squadra che partecipa al Campionato di categoria superiore.

## Partecipanti
In questa stagione, sono state 14 le squadre ammesse alla fase finale dai rispettivi campionati regionali.
- Napoli Dream Team
- L.F. Jesina
- Reggiana
- Res Roma
- Molassana Boero
- Inter Milano
- Juventus Torino
- Pink Sport Time
- Fiorentina
- AGSM Verona
- Pro San Bonifacio
- Marcon
- Padova
- Grifo Perugia

Le 14 squadre partecipanti sono state divise in 2 gironi da 3 squadre e 2 gironi da 4 squadre, con divisione geografica.
Ogni squadra disputa nel proprio girone triangolare due gare (una in casa ed una in trasferta): al termine delle tre giornate, la prima classificata di ogni girone accede alla fase ad eliminazione diretta. Ogni squadra disputa nel proprio girone quadrangolare tre gare stabilite da sorteggio: al termine delle tre giornate, la prima classificata di ogni girone accede alla fase ad eliminazione diretta.
Le semifinali si disputano in gare di andata e ritorno, mentre la finalissima si disputa in gara secca su campo neutro.

## Fase Nazionale

### Fase a gironi
Le gare si sono disputate nei giorni 27-28 e 30-31 maggio e 2-4 giugno 2017.

#### Triangolare 1
| Squadra              | P.ti | G | V | N | P | GF | GS | DR |
| -------------------- | ---- | - | - | - | - | -- | -- | -- |
| 1. Res Roma          | 6    | 2 | 2 | 0 | 0 | 8  | 1  | +7 |
| 2. Pink Sport Time   | 3    | 2 | 1 | 0 | 1 | 3  | 4  | -1 |
| 3. Napoli Dream Team | 0    | 2 | 0 | 0 | 2 | 2  | 8  | -6 |

|                 | NDT   | PST   | RRO   |
| Napoli DT       |       |       | 1 - 5 |
| Pink Sport Time | 3 - 1 |       |       |
| Res Roma        |       | 3 - 0 |       |

#### Triangolare 2
| Squadra            | P.ti | G | V | N | P | GF | GS | DR  |
| ------------------ | ---- | - | - | - | - | -- | -- | --- |
| 1. Inter Milano    | 6    | 2 | 2 | 0 | 0 | 13 | 0  | +13 |
| 2. Juventus Torino | 3    | 2 | 1 | 0 | 1 | 3  | 1  | +2  |
| 3. Molassana Boero | 0    | 2 | 0 | 0 | 2 | 0  | 15 | -15 |

|                 | INM   | JUV   | MBO    |
| Inter Milano    |       |       | 12 - 0 |
| Juventus Torino | 0 - 1 |       |        |
| Molassana Boero |       | 0 - 3 |        |

#### Quadrangolare 1
| Squadra          | P.ti | G | V | N | P | GF | GS | DR |
| ---------------- | ---- | - | - | - | - | -- | -- | -- |
| 1. Fiorentina    | 7    | 3 | 2 | 1 | 0 | 6  | 4  | +2 |
| 2. L.F. Jesina   | 6    | 3 | 2 | 0 | 1 | 13 | 4  | +9 |
| 3. Grifo Perugia | 3    | 3 | 1 | 0 | 2 | 5  | 10 | -5 |
| 4. Reggiana      | 1    | 3 | 0 | 1 | 2 | 3  | 9  | -6 |

|               | FIO   | GPE   | JES   | REG   |
| Fiorentina    |       |       | 2 - 1 | 1 - 1 |
| Grifo Perugia | 2 - 3 |       |       |       |
| Jesina        |       | 6 - 1 |       | 6 - 1 |
| Reggiana      |       | 1 - 2 |       |       |

#### Quadrangolare 2
| Squadra              | P.ti | G | V | N | P | GF | GS | DR  |
| -------------------- | ---- | - | - | - | - | -- | -- | --- |
| 1. AGSM Verona       | 9    | 3 | 3 | 0 | 0 | 15 | 2  | +13 |
| 2. Padova            | 6    | 3 | 2 | 0 | 1 | 7  | 4  | +3  |
| 3. Marcon            | 3    | 3 | 1 | 0 | 2 | 1  | 7  | -6  |
| 4. Pro San Bonifacio | 0    | 3 | 0 | 0 | 3 | 2  | 12 | -10 |

|                 | AGV   | MAR   | PAD   | PSB   |
| AGSM Verona     |       | 6 - 0 |       |       |
| Marcon          |       |       | 0 - 1 | 1 - 0 |
| Padova          | 1 - 3 |       |       |       |
| Pro S.Bonifacio | 1 - 6 |       | 1 - 5 |       |

### Semifinali
| Squadra 1    | Totale | Squadra 2   | Andata | Ritorno |
| ------------ | ------ | ----------- | ------ | ------- |
| Res Roma     | 6 - 2  | Fiorentina  | 4 - 0  | 2 - 2   |
| Inter Milano | 4 - 3  | AGSM Verona | 1 - 1  | 3 - 2   |

#### Andata
| Arbitro: | Pierpaolo Salvati (Sulmona) |

|                                          |           |  |
| Simonetti 1’, 89’ Palombi 24’ Labate 31’ | Marcatori |  |

| Arbitro: | Silvia Gasperotti (Rovereto) |

|            |           |               |
| Borges 21’ | Marcatori | 75’ Giugliano |

#### Ritorno
| Arbitro: | Fabian Brognati (Ferrara) |

|                        |           |                                 |
| Ambrosi 27’ Pasini 86’ | Marcatori | 1’, 90+2’ Bonfantini 47’ Borges |

| Arbitro: | Carlo Rinaldi (Bassano del Grappa) |

|                    |           |                       |
| Vigilucci 78’, 83’ | Marcatori | 21’ Labate 54’ Greggi |

### Finale
| Squadra 1 | Risultato       | Squadra 2    |
| --------- | --------------- | ------------ |
| Res Roma  | 2 - 2 (6-3 dcr) | Inter Milano |

#### Tabellino
| Arbitro: | Deborah Bianchi (Prato) |

|                                |                      |                             |
| Palombi 24’ (rig.), 57’        | Marcatori            | Campisi 82’ Regazzoli 90+2’ |
| Caruso Greggi Simonetti Labate | Tiri di rigore 4 – 1 | Merlo Regazzoli Rognoni     |